# 伊藤晃 (作家)
伊藤 晃（いとう あきら、舘野晃、1927年（昭和2年）- ）は日本の作家である。

## 略歴
伊藤晃こと舘野晃は、千葉縣東葛飾郡流山町にて生まれる。
旧制東葛飾中学校（現：千葉県立東葛飾中学校・高等学校）を経て、早稲田大学文学部を卒業した。

## おもな著作品
- 『平将門』
- 『夕陽の中の新選組』
- 『望郷時代』
- 『おふくろ三昧』
- 『雀の歌』
- 『やさしい小倉百人一首の鑑賞』
- 『万葉幻想』
- 『一茶下総旅日記』
- 『一茶双紙』
- 『漢字記憶法』